# Niemierza z Gołczy
Niemierza z Gołczy herbu Mądrostki (zm. po 1350) – polski rycerz, poseł Kazimierza Wielkiego, mąż Cudki. Od maja 1340 roku do sierpnia 1341 roku uczestniczył w poselstwie do Awinionu wraz z biskupem Janem Grotem.
Za swoje zasługi w 1350 roku otrzymał podkomorstwo sandomierskie.